# Флаг Озера Долгого
Флаг внутригородского муниципального образования муниципальный округ Озеро Долгое в Приморском районе города Санкт-Петербурга Российской Федерации — опознавательно-правовой знак, служащий официальным символом муниципального образования и знаком единства его населения.
Утверждён 24 сентября 2008 года и внесён в Государственный геральдический регистр Российской Федерации.

## Описание
Представляет собой прямоугольное полотнище с отношением ширины флага к длине — 2:3, воспроизводящее композицию герба в цветах.
Геральдическое описание герба гласит: «В пересечённом серебром и червленью (красным) поле, в серебре — включённое лазоревое (синие, голубое) опрокинутое остриё, в червлении — серебряное стропило; поверх всего — золотой сидящий лебедь вправо без видимых лап, с воздетыми крыльями и золотым языком».

## Символика
Составлен на основании герба, в соответствии с традициями и правилами геральдики и отражает исторические, культурные, общественные, национальные и другие местные традиции.
Название местности «Озеро Долгое», как следует из названия, пошло от озера, которое было частично засыпано в 1980-е годы. Между тем, само название озера известно ещё с XVIII века. По данным «Топонимической энциклопедии», оно представляет собой перевод допетровского финского название этих мест «Питкяярви», что означало длинное озеро. Преимущественно болотные и покрытые лесом земли в XIX — первой половине XX века использовались, в основном, для охот на лесную и болотную дичь.
Герб рода Яковлевых, владевших этими землями, приведён в части четвёртой «Общего гербовника дворянских родов Всероссийской Империи, начатого в 1797 г»: «Щит разделён горизонтально на две части, из коих в верхней части в серебряном поле изображён простирающийся от верхних углов к середине щита голубой треугольник, имеющий в себе золотой крест. В нижней части в красном поле поставлено серебряное стропило и по сторонам оного две золотые восьмиугольные звезды…»
Деления и цвета гербового щита Яковлевых воспроизведены на флаге муниципального образование Озеро Долгое.
Лазоревая пирамида — символ современного строительства на территории муниципального образования.
Лебедь — напоминание о историческом природном ландшафте местности.
Синий цвет (лазурь) символизирует честность, верность, безупречность, красоту, мир и возвышенные устремления.
Красный цвет символизирует право, мужество, самоотверженность, любовь, храбрость, неустрашимость, труд, жизнеутверждающую силу, праздник, красоту, солнце и тепло. В старорусской традиции красный — «красивый».

Жёлтый цвет (золото) символизирует божественное сияние, благодать, прочность, величие и солнечный свет, а также могущество, силу, постоянство, знатность, справедливость и верность.
Белый цвет (серебро) символизирует чистоту помыслов, правдивость, невинность, благородство, откровенность, непорочность и надежду.